# 深町錬太郎
深町 錬太郎（ふかまち れんたろう、1871年3月17日（明治4年1月27日）- 1918年（大正7年）9月25日）は、明治後期から大正前期の逓信官僚、内務官僚。官選愛媛県知事。

## 経歴
加賀国金沢下高儀町で加賀藩士深町鉄五郎の長男として生まれる。第四高等学校を首席で卒業。1896年（明治29年）東京帝国大学法科大学政治学科を卒業。逓信省に入省し通信局属となる。同年12月、文官高等試験行政科試験に合格。
1897年（明治30年）逓信事務官となる。以後、通信事務官、鹿児島郵便電信局・大阪郵便電信局・札幌郵便電信局の各勤務を歴任。1899年（明治32年）内務省に転じ、愛知県事務官、茨城県事務官、栃木県事務官、新潟県事務官・内務部長を務めた。
第3次桂内閣により1912年（大正元年）12月30日、愛媛県知事に登用された。松山中学校の移転問題を解決。前任知事より引き継いだ継続治水事業計画を20か年継続治水事業として計画を策定し事業に着手した。一方、県会などに対して高圧的な態度で臨み、そのため県会で弾劾決議案が可決されたり、産米検査の強行により農民反対運動の激化を招いた。
1916年（大正5年）4月28日、知事を休職し、1917年（大正6年）4月21日、病気により依願免本官となり退官した。
1918年（大正7年）6月28日に加賀製紙の第6回定時株主総会で補欠選挙により監査役に選任されるが、同年9月25日に現職のまま死去。

## 栄典
- 1897年（明治30年）11月30日 - 従七位[8]